# Total ägandekostnad
Total ägandekostnad eller sammanlagd ägandekostnad, ibland kallad TCO efter engelskans total cost of ownership, är ett företagsekonomiskt begrepp som bland annat förekommer vid kalkylering i samband med investeringsbeslut. Den totala ägandekostnaden omfattar såväl anskaffningskostnad som driftskostnad, och begreppet innebär normalt att ta hänsyn till såväl direkta och som indirekta kostnader.
Den totala ägandekostnaden är ett argument säljare ofta använder för att få kunderna att se både de direkta och indirekta kostnaderna inför ett affärsbeslut. Målet är att kunna redogöra för inte bara inköpskostnader utan också framtida kostnader som förbrukningsvaror, service och support.
TCO är summan av alla kostnader i samband med ett inköp. Exempel på kostnader som man brukar räkna in är t.ex. inköpspriset, utrustningskostnader, utbildningskostnader, underhållskostnader, reservdelar, transportkostnader,
lagerhållningskostnader, reparationskostnader, avyttring, kapitalbindning etc. Man försöker att ta med alla kostnader som finns under den aktuella livstiden för en produkt. TCO görs för att man inte ska blunda för vad som händer efter köpet. TCO
görs också oftast när det gäller stora inköp som t.ex. investeringar och systemköp.